# Förstakammarvalet i Sverige 1903
Förstakammarvalet i Sverige 1903 var ett val i Sverige. Valet utfördes av landstingen och i de städer som inte hade något landsting utfördes valet av stadsfullmäktige. 1903 fanns det totalt 742 valmän, varav 722 deltog i valet.
I Jämtlands läns valkrets ägde valet rum den 15 april. I Stockholms stads valkrets ägde valet rum den 18 september. I Södermanlands läns valkrets, Östergötlands läns valkrets, Göteborgs och Bohusläns valkrets, Älvsborgs läns valkrets och Gävleborgs läns valkrets ägde valet rum den 22 september. I Västernorrlands läns valkrets och Västerbottens läns valkrets ägde valet rum den 23 september. I Västmanlands läns valkrets ägde valet rum den 28 september och i Kalmar läns norra valkrets och Malmöhus läns valkrets ägde valet rum den 29 september.

## Valresultat
| Parti  | Parti                     | Röster | Valda | Mandatfördelning | Mandatfördelning | Mandatfördelning |
| Parti  | Parti                     | Röster | Valda | FK 1903          | FK 1904          | +/-              |
| ------ | ------------------------- | ------ | ----- | ---------------- | ---------------- | ---------------- |
|        | Protektionistiska partiet | 503    | 9     | 102              | 102              | +-0              |
|        | Minoritetspartiet         | 204    | 5     | 33               | 31               | -2               |
|        | Partilösa                 | 129    | 4     | 15               | 17               | +2               |
|        | Övriga                    | 191    | 0     | 0                | 0                | +-0              |
| Totalt | Totalt                    | 1 027  | 18    | 150              | 150              | +-0              |

Det protektionistiska partiet behöll alltså egen majoritet.

## Invalda riksdagsmän
Stockholms stads valkrets:
- John Lovén, min

Södermanlands läns valkrets:
- Fredrik Wachtmeister, prot

Östergötlands läns valkrets:
- Johan Beck-Friis, prot

Kalmar läns norra valkrets:
- Conrad Cedercrantz

Malmöhus läns valkrets:
- Nils Trolle, prot

Malmö stads valkrets:
- Waldemar Ewerlöf

Göteborgs och Bohusläns valkrets:
- Gustaf Lagerbring, min

Älvsborgs läns valkrets:
- Fredrik von Essen, prot
- Alfred Sandwall, prot
- Edvin Håkanson, prot
- Per Johan Andersson, prot

Västmanlands läns valkrets:
- Gottfrid Billing, prot

Gävleborgs läns valkrets:
- Christian Lundeberg, prot
- Olof Jonsson, min

Västernorrlands läns valkrets:
- Erik August Enhörning

Jämtlands läns valkrets:
- Isidor von Stapelmohr, min

Västerbottens läns valkrets:
- Jesper Crusebjörn
- Axel Hedborg, min

## Fotnoter
1. ↑  Siffrorna avser de sammanlagda röstetalen för de riksdagsledamöter som tillhörde respektive parti och valdes under detta år. Rösterna på kandidater som tillhörde partierna men inte vann ett riksdagsmandat har alltså sorterats in under "övriga". Röstetalen på valkretsnivå är hämtade från SCB och riksdagsledamöternas partitillhörigheter är baserade på uppgifter från bokserien Tvåkammarriksdagen 1867–1970.